# Ptiloglossa wilmattae
Ptiloglossa wilmattae är en biart som beskrevs av Cockerell 1949. Ptiloglossa wilmattae ingår i släktet Ptiloglossa och familjen korttungebin. Inga underarter finns listade i Catalogue of Life.